# Redbridge Forest
Redbridge Forest (offiziell: Redbridge Forest Football Club) war ein englischer Fußballverein aus Redbridge, London Borough of Redbridge, Greater London, welcher zuletzt im Jahr 1992 in der Football Conference, der fünfthöchsten Spielklasse in England, spielte. Die Spielstätte des Vereins war die 6000 Plätze fassende Victoria Road.

## Vereinsgeschichte
Der Verein entstand im Jahr 1979, als der FC Leytonstone und der FC Ilford zum FC Leytonstone/Ilford fusionierten. In den folgenden zehn Spielzeiten nahm der Klub am Ligabetrieb der Isthmian League teil, 1981/82 und 1988/89 wurde die Meisterschaft der Isthmian League errungen. 1988 schloss sich Walthamstow Avenue dem FC Leytonstone/Ilford an, ein Jahr später folgte die Namensänderung des Vereins, der nun als Redbridge Forest am Spielbetrieb teilnahm. Die Saison 1989/90 wurde auf dem 11. Rang im Tabellenmittelfeld abgeschlossen, in der darauffolgenden Spielzeit konnte sich die Mannschaft insgesamt 93 Punkte erspielen und gewann die Meisterschaft der Isthmian League und qualifizierte sich für die Football Conference. Mit 63 Zählern und einer Platzierung auf Rang sieben wurde der Klassenerhalt ohne größere Probleme sichergestellt. Im Jahr 1992 ging Redbridge Forest mit dem FC Dagenham eine Fusion ein und schloss sich zum neuen Verein Dagenham & Redbridge zusammen.

## Ligazugehörigkeit
- 1979–1991: Isthmian League
- 1991–1992: Football Conference

## Erfolge
- Isthmian-League-Gewinner: 1981/82, 1988/89, 1990/91